# Russischer Eishockeyverband
Der Russische Eishockeyverband (russisch Федерация хоккея России; kurz ФХР) ist der nationale Eishockeyverband Russlands mit Sitz in Moskau.
Er wurde am 12. November 1991 als „Eishockeyverband der Russischen Sozialistischen Föderativen Sowjetrepublik / Russischer Eishockeyverband“ (russisch Федерация хоккея Российской Советской Федеративной Социалистической Республики / russisch Федерация хоккея России) noch während des Bestehens der Sowjetunion und ihrer Unionsrepublik Russische SFSR gegründet. Am 19. Januar 1992, nachdem die Sowjetunion aufgelöst wurde und Russland die völkerrechtlichen Rechte und Pflichten der UdSSR übernahm, wurde der Verband offizieller Nachfolger des sowjetischen Eishockeyverbands und übernahm seinerseits dessen Erfolge und Vollmitgliedschaft in der Internationalen Eishockey-Föderation.
Amtierender Präsident ist der ehemalige Torhüter der sowjetischen Nationalmannschaft Wladislaw Tretjak.

## Nationalmannschaften

### Männer
- Russische Eishockeynationalmannschaft
- U-20-Junioren
- U-18-Junioren

### Frauen
- Russische Eishockeynationalmannschaft der Frauen
- U-16-Juniorinnen

## Ligen
- Kontinentale Hockey-Liga (höchste Eishockeyliga) (seit 2008)
- Wysschaja Liga (zweithöchste Eishockeyliga) (seit 1992)
- Wysschaja Hockey-Liga B (dritthöchste Eishockeyliga) (seit 1992)
- Molodjoschnaja Chokkeinaja Liga (seit 2009)

### Ehemalige Ligen
- Internationale Hockey-Liga (höchste Eishockeyliga; 1992–1996)
- Superliga (höchste Eishockeyliga; 1996–2008)

## Präsidenten
- Wladimir Leonow (12. November 1991 bis 22. Mai 1992)
- Wladimir Petrow (22. Mai 1992 bis 8. April 1994)
- Walentin Sytsch (8. April 1994 bis 22. April 1997)
- Alexander Steblin (27. Mai 1997 bis 26. März 2006)
- Wladislaw Tretjak (seit 26. April 2006)

## Ruhmeshalle
2004, zum 60. Geburtstag der Verbreitung des Eishockeysports auf dem Gebiet der Sowjetunion, eröffnete der russische Eishockeyverband eine eigene Ruhmeshalle (Hall of Fame), in der verdiente Eishockeyspieler, -trainer und -funktionäre aufgenommen und damit geehrt werden.

### Weltmeisterkader 1954
Zunächst wurde die komplette sowjetische Nationalmannschaft des Jahres 1954 aufgenommen, die bei der Weltmeisterschaft 1954 die Goldmedaille gewann.

#### Spieler
- Jewgeni Makarowitsch Babitsch
- Wsewolod Michailowitsch Bobrow
- Michail Iwanowitsch Bytschkow
- Alexander Nikolajewitsch Winogradow
- Alexei Michailowitsch Guryschew
- Pawel Nikolajewitsch Schiburtowitsch
- Alexander Georgijewitsch Komarow
- Juri Nikolajewitsch Krylow
- Walentin Jegorowitsch Kusin
- Alfred Iossifowitsch Kutschewski
- Grigori Mkrtytschewitsch Mkrtytschan
- Nikolai Georgijewitsch Putschkow
- Genrich Iwanowitsch Sidorenkow
- Alexander Nikolajewitsch Uwarow
- Dmitri Matwejewitsch Ukolow
- Nikolai Pawlowitsch Chlystow
- Wiktor Grigorjewitsch Schuwalow

#### Trainer
- Arkadi Iwanowitsch Tschernyschow
- Wladimir Kusmitsch Jegorow

### Weitere Spieler

#### Dreifache Olympiasieger
- Witali Semjonowitsch Dawydow
- Wiktor Grigorjewitsch Kuskin
- Alexander Pawlowitsch Ragulin
- Anatoli Wassiljewitsch Firsow
- Wladislaw Alexandrowitsch Tretjak
- Andrei Walentinowitsch Chomutow

#### Kapitäne

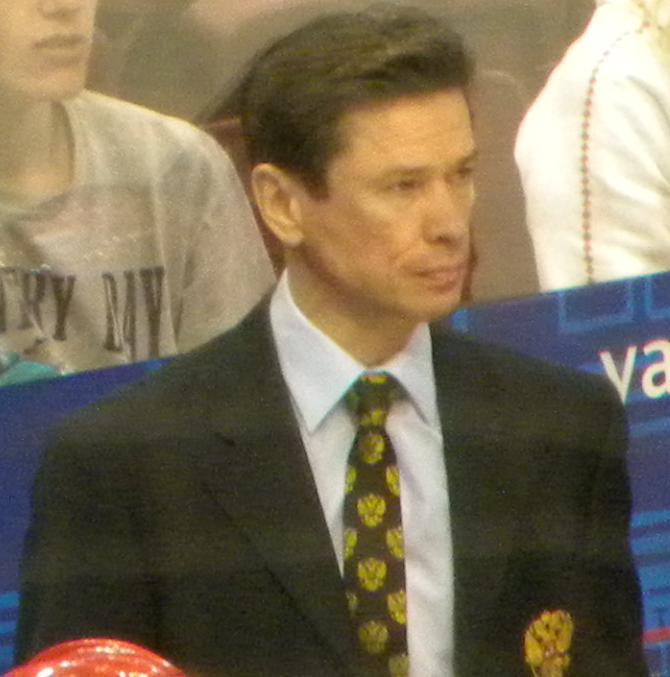
Wjatscheslaw Arkadjewitsch Bykow

Ausgezeichnet wurden weiterhin Mannschaftskapitäne der sowjetischen und russischen Nationalmannschaft, die ihre Mannschaft zu Olympiasiegen und/oder zu Weltmeistertiteln geführt haben.
- Wsewolod Michailowitsch Bobrow
- Boris Alexandrowitsch Majorow
- Wjatscheslaw Iwanowitsch Starschinow
- Boris Petrowitsch Michailow
- Waleri Iwanowitsch Wassiljew
- Wjatscheslaw Alexandrowitsch Fetissow
- Wjatscheslaw Arkadjewitsch Bykow

### Trainer
- Arkadi Iwanowitsch Tschernyschow
- Anatoli Wladimirowitsch Tarassow
- Wladimir Kusmitsch Jegorow
- Boris Pawlowitsch Kulagin
- Wiktor Wassiljewitsch Tichonow
- Nikolai Semjonowitsch Epschtein
- Anatoli Michailowitsch Kostrukow
- Sergei Iwanowitsch Sachwatow

### Funktionäre
- Walentin Lukitsch Sytsch
- Andrei Wassiljewitsch Starowoitow
- Wladimir Filipowitsch Alfer
- Juri Wassiljewitsch Koroljow
- Oleg Markowitsch Belakowsky

### Schiedsrichter
- Juri Pawlowitsch Karandin
- Anatoli Wladimirowitsch Seglin